# Élancourt
Élancourt település Franciaországban, Yvelines megyében. Lakosainak száma 26 348 fő (2022. január 1.). Élancourt Jouars-Pontchartrain, Maurepas, Le Mesnil-Saint-Denis, Plaisir, Trappes és La Verrière községekkel határos.

## Népesség
A település népességének változása:
| Lakosok száma | 26 290 | 25 958 | 25 504 | 25 829 | 25 400 | 25 575 | 25 624 | 25 857 | 26 082 | 26 348 |
|               | 2013   | 2014   | 2015   | 2016   | 2017   | 2018   | 2019   | 2020   | 2021   | 2022   |